# Aris Salonique (basket-ball)
Pour le club omnisport, voir Aris Salonique.
Maillots
L’Áris Salonique (en grec Άρης Θεσσαλονίκης) est un club omnisports grec, situé dans la ville de Thessalonique. 
Le club a été fondé en 1914 alors que la section basket-ball, elle, a été fondée en 1922.

## Histoire

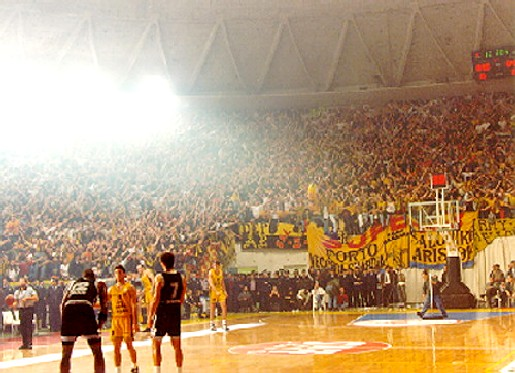
L'ambiance d'Alexandreio en 2005

## Palmarès
| Compétitions nationales | Compétitions internationales |
| - Championnat de Grèce : - Champion (10) : 1930, 1979, 1983, 1985, 1986, 1987, 1988, 1989, 1990, 1991. - Vice-champion (8) : 1929, 1958, 1959, 1965, 1966, 1976, 1982, 1984. - Coupe de Grèce : - Vainqueur (8) : 1985, 1987, 1988, 1989, 1990, 1992, 1998, 2004. - Finaliste (5) : 1984, 1993, 2003, 2014, 2017. - Supercoupe de Grèce : - Vainqueur (1) : 1986. | - Coupe Saporta : - Vainqueur (1) : 1993 - EuroCoupe : - Finaliste (1) : 2006. - Coupe Korać : - Vainqueur (1) : 1997. - EuroCup Challenge : - Vainqueur (1) : 2003. |

## Joueurs et personnalités du club

### Entraîneurs successifs
Le tableau suivant présente la liste des entraîneurs du club depuis 1952.
| Rang | Nom               | Période   |
| ---- | ----------------- | --------- |
| 1    | Anestis Petalidis | 1952-1973 |
| 2    | Fédon Matthéou    | 1973-1974 |
| 3    | Anestis Petalidis | 1974-1975 |
| 4    | / Harry Pappas    | 1975-1977 |
| 5    | Irakleios Klaglas | 1977-1978 |
| 6    | Yánnis Ioannídis  | 1977-1978 |
| 7    | Anestis Petalidis | 1979-1980 |
| 8    | Fred G. Develey   | 1979-1980 |
| 9    | Dušan Ivković     | 1980-1982 |
| 10   | Giannis Ioannidis | 1982-1990 |
| 11   | Lazar Lečić       | 1990-1991 |
| 12   | Michalis Kyritsis | 1990-1991 |
| 13   | George Fisher     | 1991-1992 |

| Rang | Nom                      | Période   |
| ---- | ------------------------ | --------- |
| 14   | Lazar Lečić              | 1991-1992 |
| 15   | Michalis Kyritsis        | 1991-1992 |
| 16   | Mémos Ioánnou            | 1991-1992 |
| 17   | / Steve Yatzoglou        | 1992-1993 |
| 18   | Zvi Sherf                | 1993      |
| 19   | Vlado Djurovic           | 1993-1994 |
| 20   | Mémos Ioánnou            | 1993-1994 |
| 21   | Soulis Markopoulos       | 1994-1996 |
| 22   | / Slobodan Subotić       | 1996-1997 |
| 23   | Efthýmis Kioumourtzóglou | 1997-1998 |
| 24   | Christos Magotsios       | 1997-1998 |
| 25   | Soulis Markopoulos       | 1998-1999 |
| 26   | Zvi Sherf                | 1999      |

| Rang | Nom                 | Période   |
| ---- | ------------------- | --------- |
| 27   | Soulis Markopoulos  | 1999-2000 |
| 28   | Christos Magotsios  | 1999-2000 |
| 29   | Dragan Šakota       | 2000-2001 |
| 30   | / Steve Yatzoglou   | 2000-2002 |
| 31   | Milan Minić         | 2002      |
| 32   | Vangélis Alexandrís | 2002-2004 |
| 33   | Charles Barton      | 2004-2005 |
| 34   | Ilías Zoúros        | 2005      |
| 35   | Andrea Mazzon       | 2005-2007 |
| 36   | Gordon Herbert      | 2007-2008 |
| 37   | Andrea Mazzon       | 2008-2009 |
| 38   | Fótis Katsikáris    | 2009-2010 |
| 39   | David Blatt         | 2010      |

| Rang | Nom                 | Période   |
| ---- | ------------------- | --------- |
| 40   | Sharon Drucker      | 2010-2011 |
| 41   | / Slobodan Subotić  | 2011      |
| 42   | Vangélis Alexandrís | 2011-2012 |
| 43   | Vangélis Angelou    | 2012-2013 |
| 44   | Milan Minić         | 2013-2014 |
| 45   | Dimitrios Priftis   | 2014-2017 |
| 46   | Panayótis Yannákis  | 2017-2018 |
| 47   | Vangelis Angelou    | 2018      |
| 48   | Ioannis Kastritis   | 2018-2019 |
| 49   | Soulis Markopoulos  | 2019      |
| 50   | Savvas Kamperidis   | 2019-     |

### Effectif actuel

#### Joueurs emblématiques
- Níkos Gális
- Zvi Sherf
- Panayótis Yannákis
- Yánnis Ioannídis
- Ioánnis Gagaloúdis
- Níkos Filíppou
- Michàlis Romanidis
- Mémos Ioánnou
- Vasilis Lipiridis
- Panayiótis Liadélis
- Giórgos Sigálas
- Greg Wiltjer
- Hanno Möttölä
- Simonas Serapinas
- Néstoras Kómmatos
- Muhamed Pašalić
- Matt Walsh
- Andrew Betts
- Viktor Sanikidze
- Sam Muldrow
- Mike Wilkinson
- Sofoklís Schortsianítis
- Yánnis Giannoùlis
- José Ortiz
- Charles Shackleford
- Roy Tarpley
- Willie Solomon
- Mahmoud Abdul-Rauf
- Walter Berry
- Harold Ellis
- Anthony Bowie
- Terrel Castle